# Lights Up
Lights Up is een single van de Britse singer-songwriter Harry Styles. Het nummer werd op 11 oktober 2019 als eerste single van het album Fine Line gepubliceerd door Erskine en Columbia Records. De muziekvideo werd dezelfde dag op Styles YouTubekanaal geplaatst.

## Achtergrond en promotie
In de dagen voorafgaand aan de release verschenen billboards in verschillende steden over de wereld met de tekst "Do You Know Who You Are?", wat kon worden gelinkt aan Harry Styles door het Columbia Records logo en de afkorting "TPWK", wat staat voor "Treat People with Kindness". Deze tekst stond eerder op merchandise van Styles. Er werd ook een website gelanceerd met de naam "Do You Know Who You Are" waar bezoekers complimenten kregen nadat ze hun naam invulden. Styles onthulde de cover en titel op 11 oktober 2019 op zijn social media.
Styles heeft het nummer live ten gehore gebracht bij Saturday Night Live, Later with Jools Holland en Capital FM's Jingle Bell Ball.

## Ontvangst
Nicholas Hautman van Us Weekly omschreef het nummer als een "groovy, melodieuze track". Roisin O'Connor van The Independent gaf het nummer 4 van de 5 sterren en noemde Lights Up "het meest zelfverzekerde nummer van Styles tot nu toe. Hij beschreef het nummer als "een op piano en gitaar gebaseerde track doordrenkt met California Dreamin' vibes met psychedelische grooves". Zijn stem is verrassend luchtig vergeleken met de scherpere toon in zijn eerdere nummers; je zou de teksten gemakkelijk kunnen interpreteren als zijn beleving van roem, of anders misschien de acceptatie van zijn eigen identiteit".
Laura Snapes van The Guardian beoordeelde het nummer 4 van de 5 sterren en prees de productie en muziekstijl. Ze noemde het nummer een "soulvolle, raadselachtige terugkeer" die "doordrenkt is met verrassingen" en "in niets hetzelfde klinkt als zijn saaie Britse mannelijke collega's of de verdoofde synthpop die dit jaar domineerde". Craig Jenkins van Vulture prees het nummer en noemde het "een luchtig nummer voor de start van het herfstweer en een bemoedigend gevoel over een dag voor het vieren van alles wat ons uniek maakt". Het personeel van Variety schreef dat "het een beetje afwijkt van het debuut van Styles" en beschreef het als "een glinsterende popballad" die "ergens deed herinneren aan Justin Timberlake's vroege soloalbums"
Anna Gaca van Pitchfork was ook positief en zei dat Styles "niets anders is dan een getalenteerde showman" en vond dat het nummer "geschreven lijkt te zijn door om de restricties van popnummers heen te bewegen. Het nummer duurt minder dan drie minuten maar vreemd genoeg voelt dit langer aan." Matt Bellassai noemde het nummer een "biseksuele bop". Capital Radio en het tijdschrift Gay Times noemde het "een bisexual anthem" gebaseerd op de muziekvideo.

## Tracklist

#### Digitale download
| Nr. | Titel       | Duur |
| --- | ----------- | ---- |
| 1.  | "Lights Up" | 2:52 |

#### 7-inch vinyl
| Nr. | Titel                                      | Duur |
| --- | ------------------------------------------ | ---- |
| 1.  | "Lights Up"                                | 2:52 |
| 2.  | "Do You Know Who You Are? (Locked Groove)" |      |